# فوكر إف السابعة
فوكر إف السابعة (بالإنجليزية: Fokker F.VII)‏ هي طائرة ركاب ونقل عسكري، ثلاثية المحركات. أنتجت في 1925 بهولندا. من صناعة فوكر. كانت تستخدم بشكل أساسي من قبل سابينا. كان أول طيران لها في 24 نوفمبر 1924.

## المستخدمون
- سابينا
- الخطوط الجوية الملكية الهولندية
- خطوط لوت الجوية البولندية